# Krzysztof Jurgiel
assinatura
Krzysztof Jurgiel (Ogrodniki; 18 de Novembro de 1953 — ) é um político da Polónia. Ele foi eleito para a Sejm em 25 de Setembro de 2005 com 42920 votos em 24 no distrito de Białystok, candidato pelas listas do partido Prawo i Sprawiedliwość.
Ele também foi membro da Sejm 1997-2001, Sejm 2001-2005, and Senado 2001-2005.